# Куло, Мари
Мари́ Куло́ (фр. Marie Coulot; род. 24 апреля 1991, Безансон) — французская кёрлингистка.

## Достижения
- Чемпионат Франции по кёрлингу среди женщин: золото (2009, 2010, 2011)[2][3].
- Первенство Европы по кёрлингу среди юниоров: золото (2009).
- Чемпионат Франции по кёрлингу среди юниоров: золото (2007, 2008)[4].

## Команды
| Сезон   | Четвёртый | Третий         | Второй        | Первый        | Запасной                                                                           | Турниры                             |
| ------- | --------- | -------------- | ------------- | ------------- | ---------------------------------------------------------------------------------- | ----------------------------------- |
| 2007—08 | Мари Куло | Солен Куло     | Полин Жаннере | Анна Ли       | Манон Юмбер тренер: Вильфрид Куло                                                  | ПЕЮ 2008 (4 место)                  |
| 2008—09 | Мари Куло | Солен Куло     | Анна Ли       | Манон Юмбер   | Anne-Claire Beaubestre (ЧМЮ) тренеры: Вильфрид Куло (ПЕЮ, ЧМЮ) Edouard Amiot (ПЕЮ) | ПЕЮ 2009 · ЧМЮ 2009 (9 место)       |
| 2009—10 | Мари Куло | Aurélie Baliff | Анна Ли       | Манон Юмбер   | тренер: Вильфрид Куло                                                              | ЧМЮ 2010 (6 место)                  |
| 2010—11 | Анна Ли   | Полин Жаннере  | Мари Куло     | Salomé Bourny | тренер: Лионель Ру                                                                 | ЧЕ 2011 (гр. C) · (общее место: 21) |

(скипы выделены полужирным шрифтом)

## Частная жизнь
Из семьи кёрлингистов. Её брат — Вильфрид Куло, кёрлингист и тренер. Её младшая сестра Солен Куло играла с Мари в одной команде (Солен скончалась в 2010 в возрасте 20 лет).